# 황덕재
황덕재(1961년 9월 21일 ~ )는 대한민국의 배우이다.

## 학력
- 배문중학교
- 서울고등학교

## 생애
1982년 연극 배우로 첫 데뷔하였고 1987년 KBS 한국방송공사 12기 공채 탤런트로 정식 데뷔하였다.

## 출연작

### TV 드라마
- 따뜻한 남쪽나라 (KBS1)
- 하늘아 하늘아 (KBS2)
- 바람과 구름과 비(KBS2) - 위안스카이 역
- 무풍지대 (KBS2)
- 서울 뚝배기(KBS1)
- 왕도(KBS1)
- 너두 늙어봐라(KBS1)
- 너의 이름은 효자(KBS1)
- 대추나무 사랑걸렸네(KBS2)
- 검은 자화상(KBS2)
- 숲속의 바람(KBS2)
- 해뜰날(KBS2)
- 질투(MBC)
- 일월(KBS2)
- 금요일의 여인(KBS2)
- 결혼(SBS)
- 청춘극장(KBS2)
- 당신이 그리워질 때(KBS1)
- 한명회(KBS2)
- 언제나 푸른마음(EBS)
- 딸부잣집(KBS2) - 사채업자 역
- 제4공화국(MBC) - 광주에 있던 기자 역
- 찬란한 여명(KBS1) - 어재순 역
- 대추나무 사랑걸렸네 (KBS1)
- 첫사랑(KBS2) - 왕기 수하 역
- 용의 눈물(KBS1)
- 왕과 비(KBS1)
- 종이학(KBS2)
- 육남매(MBC)
- 성난 얼굴로 돌아보라(KBS2)
- 태조 왕건(KBS1) - 양길의 사위 역
- 세 친구(MBC) - 경찰서 경관 역
- 경찰특공대 (SBS) - 특공대원 역
- 여인천하(SBS)
- 명성황후(KBS2)
- 아버지처럼 살기 싫었어(KBS2)
- 제국의 아침(KBS1) - 내군장교 역
- 야인시대(SBS) - 작두 역
- 역사탐구 과거와의 대화(EBS)
- 장희빈(KBS2) - 승정원 승지 역
- 무인시대(KBS1) - 현덕수 역
- 왕의 여자(SBS) - 이준경 역
- 불멸의 이순신(KBS1) - 종사관 역
- 제5공화국(MBC) - 12·12 역쿠테타 대원 역
- 서울 1945(KBS) - 인민군 장교 역
- 대조영(KBS2) - 마인절 역
- 천추태후(KBS2) - 김치양 일파 장교 역(66,67회 출연)
- 근초고왕(KBS1) - 조나라 장수 역

### 광고
- 1988년 중외산업 레덱스

### 연극
- 《세종대왕》 ... 온녕군 이정 역(조연)

## 같이 보기
- 김하균
- 김경응
- 박진성
- 권오성